# 1867 aux États-Unis
Pour des articles plus généraux, voir Chronologie des États-Unis et 1867.
Chronologie des États-Unis
- 1863
- 1864
- 1865
- 1866
- 1867
- 1868
- 1869
- 1870
- 1871

Cette page concerne des événements d'actualité qui se sont produits durant l'année 1867 du calendrier grégorien aux États-Unis.

## Gouvernement
- Président : Andrew Johnson Démocrate
- Vice-président :  vacant
- Secrétaire d'État : William Henry Seward
- Chambre des représentants - Président : Schuyler Colfax Républicain

## Événements

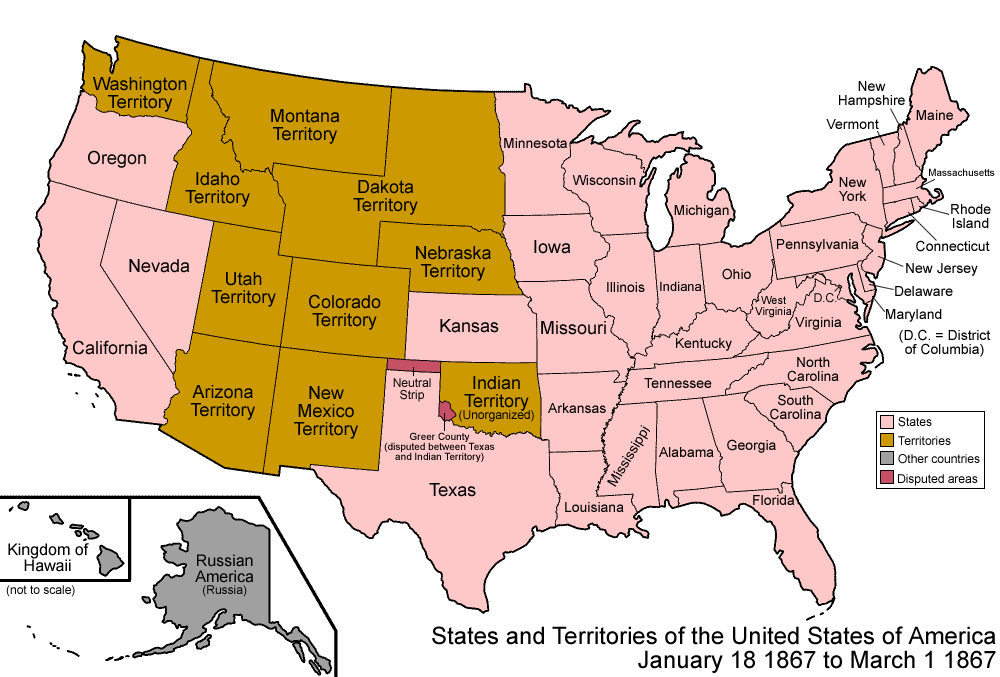
18 janvier - 1er mars 1867

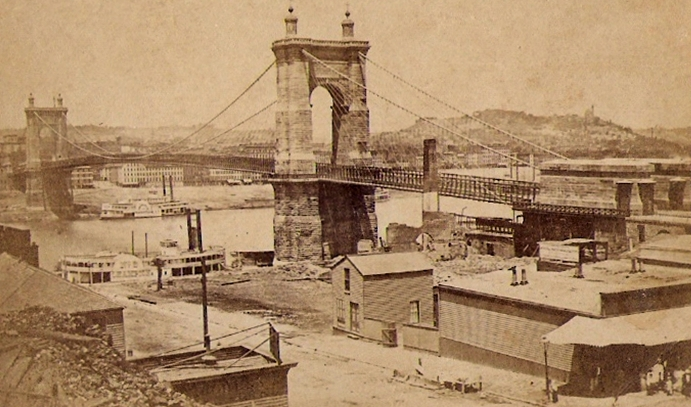
le pont suspendu John A. Roebling vers 1870

- 1er janvier : le pont suspendu Covington–Cincinnati est ouvert, devenant le pont suspendu avec la plus grande portée au monde jusqu'à la construction du pont de Niagara Clifton (États-Unis) en 1869.
- 8 janvier : les hommes afro-américains ont le droit de vote dans le District de Columbia.
- 18 janvier : le coin nord-ouest du Territoire de l'Arizona est transféré à l'État du Nevada, lui donnant ses limites actuelles[1]

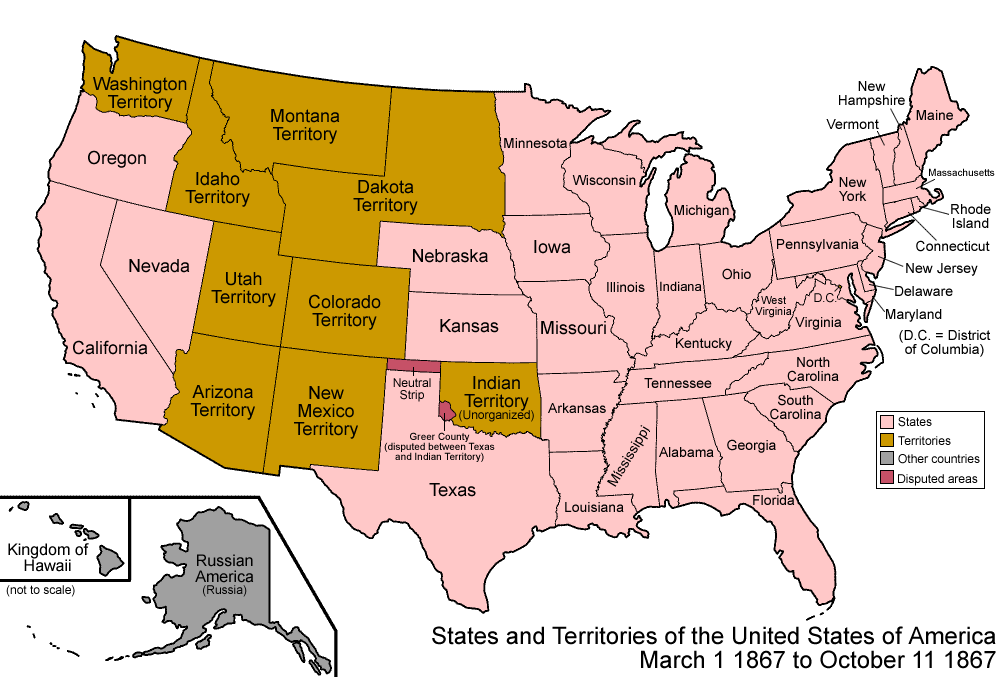
1er mars - 11 octobre 1867

- 1er mars : le Territoire du Nebraska devient le 37e État, le Nebraska.
- 2 mars : le Congrès vote le Tenure Office Act, qui restreint les pouvoirs du président, le privant du droit de révoquer un ministre dont la nomination a été approuvée par le Sénat.
- 30 mars : les États-Unis achètent l'Alaska à la Russie pour 7,2 millions de dollars.
- 18 avril, Guerres indiennes : l'expédition Hancock, à laquelle participe Custer, veut négocier avec des Indiens Sioux et Cheyennes. Mais, approchant trop du village, il inquiète les chefs qui s'enfuient avec leurs familles. Les Indiens ayant massacré 20 civils plus au nord, Hancok fait brûler 251 des 291 tipis, avec tout ce qu'ils contenaient. La guerre recommence et de nombreuses attaques se succèdent dans les mois qui suivent.
- Juin : première édition de la course hippique de la Belmont Stakes, à New York. Ruthless s'impose[2].
- Août : première arrivée de bétail à Abilene.
- 1er et 2 août : les attaques simultanées des Sioux et des Cheyennes sur la piste Bozeman sont repoussées avec succès par l’armée américaine.
- 28 août : les États-Unis mettent la main sur les îles Midway, dans l'océan Pacifique.
- Septembre : les premiers wagon de bestiaux parviennent à Chicago, après que Joseph G. McCoy ait persuadé une compagnie de chemin de fer d’établir une tête de ligne plus à l’ouest. En vingt ans, 5,5 millions de bovins conduits par 40 000 cow-boys font le voyage du Texas vers le Nord.

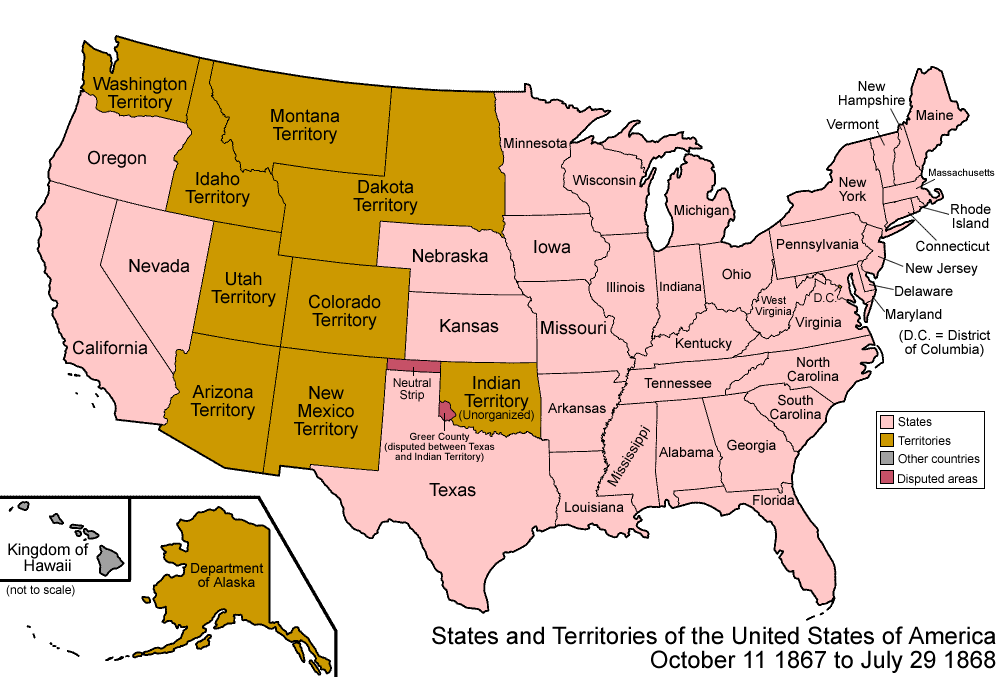
11 octobre 1867 - 25 juillet 1868

- 4 octobre : les Philadelphia Excelsiors s’imposent face aux Brooklyn Uniques en finale du premier championnat de baseball américain réservé aux joueurs noirs. L’esclavage a bien été aboli aux États-Unis après la guerre de Sécession, mais le cloisonnement noir/blanc qui se met alors en place ne permet même pas aux joueurs noirs de jouer au baseball dans des clubs « blancs » comme le confirment les décisions prises par la NABBP le 16 octobre et le 9 décembre[3].
- 10 octobre : Unions de Morrisania remporte le 11e championnat de baseball de la NABBPavec 21 victoires et 8 défaites[3].
- 11 octobre : les  États-Unis achètent l'Alaska à la Russie ; le territoire est désigné comme Département de l'Alaska et correspond à l'actuelle Alaska (mise à part une dispute frontalière avec le Canada)[4].
- 15 novembre : organisation sur le plan national du « mouvement des Granges » (groupement d’agriculteurs) par Oliver Hudson Kelley. Il rassemble six ans plus tard plus d’un million d’adhérents.
- Décembre : le président Andrew Johnson stigmatise le vote noir.
- Début de la Reconstruction « radicale » (1867-1868). Les dix États concernés, provisoirement réparti en cinq districts sous commandements militaires, devront approuver le XIVe amendement et rédiger de nouvelles constitutions qui seront soumises au Congrès. Le droit de vote des Noirs doit y être inscrit. Le Sud est soumis à ce qu’il considère comme une occupation étrangère.
- Des commissions de paix sont envoyées de Washington pour tenter de stopper la rébellion indienne. Le Congrès décide de concentrer les tribus indiennes dans le Dakota (Collines Noires) et l’Oklahoma.
- Sitting Bull devient le chef des Sioux.
- Lutte pour l’« Erie Railroad » (1867-1868), rivalité sans merci entre Cornelius Vanderbilt, propriétaire du « New York Central Railroad » et de l’« Hudson river » aux propriétaires de l’« Erié ».
- Plus de vingt types d’industries utilisent des techniques de pointe (armes, machine agricoles, montres, machines à coudre, piano, machines-outils, etc.).

## Naissances
- 25 janvier : Edwin Chapin Starks (mort en 1932), ichtyologiste américain.
- 14 février : Ulysses Sherman Grant (mort en 1932), géologue et paléoconchyliologiste américain
- 22 mars : Paul Alfred Biefeld (mort en 1943), astronome et physicien allemandnaturalisé américain.
- 29 mars : Cy Young, joueur américain de baseball
- 8 juin : Frank Lloyd Wright (mort en 1959), architecte et concepteur américain
- 5 juillet : Andrew Ellicott Douglass (mort en 1962), astronome américain.
- 28 juillet : Charles Dillon Perrine (mort en 1951), astronome américano-argentin.
- 14 août : John Otterbein Snyder (mort en 1943), ichtyologiste américain.
- 1er octobre : Wilder Dwight Bancroft (mort en 1953), chimiste américain.
- 5 novembre : George Andrew Reisner (mort en 1942), égyptologue américain.
- 29 décembre : Annie Montague Alexander (morte en 1950), paléontologue américaine.
- Sans date
  - Frank Alvord Perret (mort en 1943), ingénieur, inventeur et volcanologue américain.

#### Articles généraux
- Histoire des États-Unis de 1865 à 1918
- Évolution territoriale des États-Unis